# Anastase III
Ce nom fut aussi porté par un antipape, voir Anastase III
Pour les articles homonymes, voir Anastase.
Anastase III, né à Rome, est le 120e pape du 14 avril 911 ou septembre 911 à juin 913 ou octobre 913.

## Biographie
Ce pape romain est élu tout de suite après Serge III en raison de ses qualités morales et de son comportement vertueux dont chacun ressentait la nécessité.
Cependant, malgré son intégrité, à cause de sa faiblesse, il subit les pressions de Bérenger Ier de Frioul et concède de nombreux privilèges à l'évêque de Pavie.
Son pontificat voit la conversion au catholicisme de nombreux normands installés dans une région du nord de la France, qui prend d'ailleurs le nom de Normandie. Il meurt peut-être empoisonné. Il est inhumé dans l'antique basilique vaticane après un bref pontificat de près de deux ans et demi.